# 日本デー

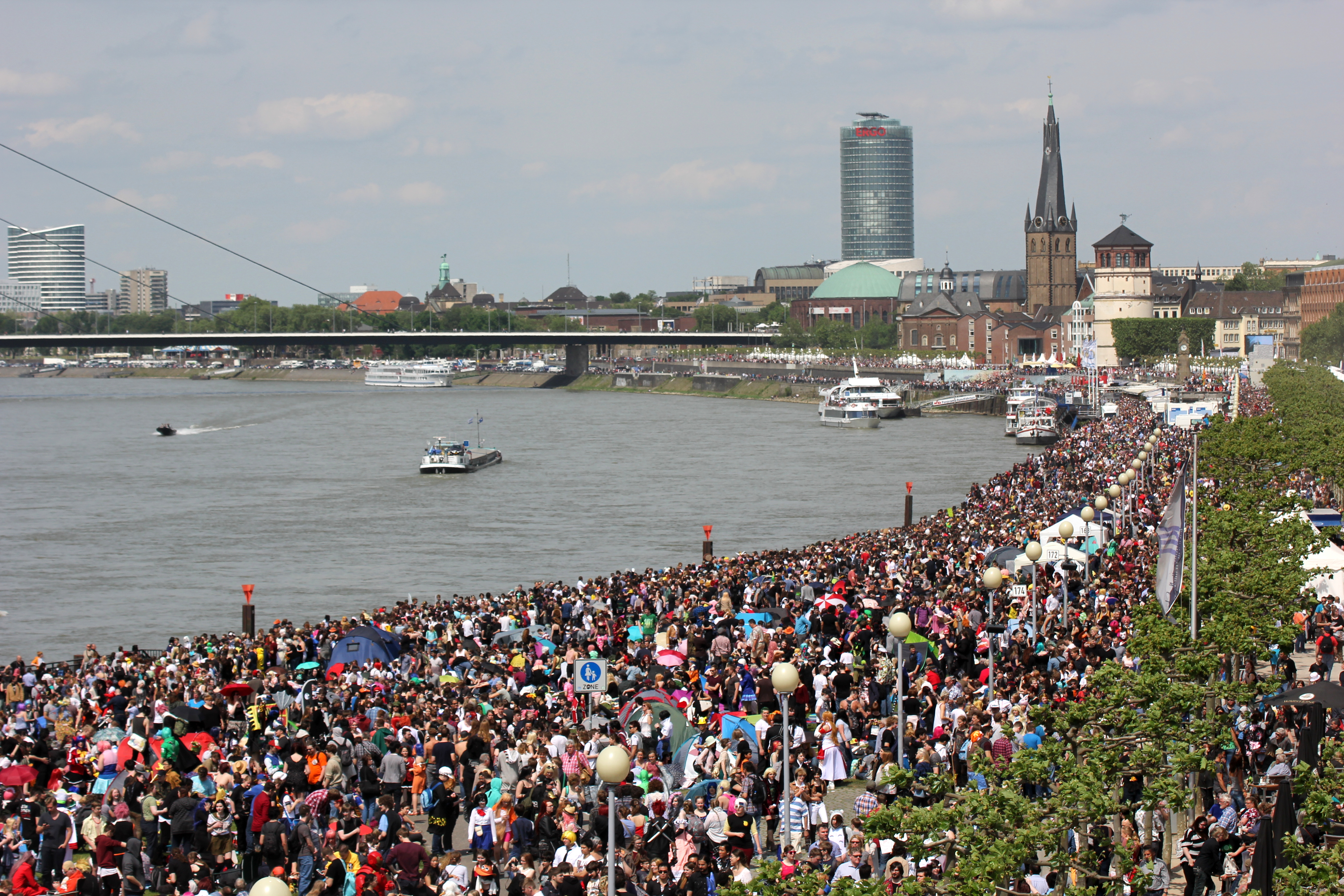
来場者で賑わうライン川沿いの会場

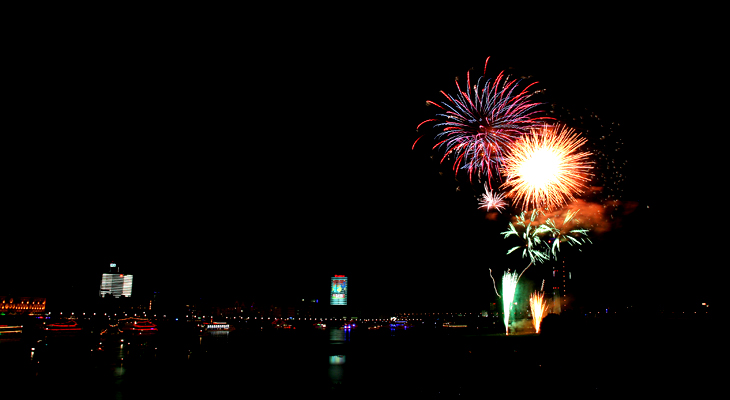
毎回日本の花火が打ち上げられテレビ中継される

日本デー（Japan-Tag, ヤーパンターク）は、ドイツ・ノルトライン＝ヴェストファーレン州デュッセルドルフで毎年6月ごろに開かれる、日本の文化を紹介するイベント。2002年より開催されている。主催は同州の経済・エネルギー・産業・中小企業・手工業省 (MWEIMH)、同州経済振興公社(NRW.INVEST)、デュッセルドルフ日本商工会議所 (JIHK)、州都デュッセルドルフ。

## 概要
ドイツ国内では1999年から2000年にかけて、日本を紹介するイベント「ドイツにおける日本年」と称した大型の行事が開催された。日本企業の進出が多いノルトライン＝ヴェストファーレン州ではこれに協力する形で「ノルトライン＝ヴェストファーレン州における日本年」が1年半にわたり州政府とデュッセルドルフ市、当地の日本人社会の手で開催された。
その後、日独のさらなる交流進展を目指すため2002年より毎年日本文化を紹介するイベントを実施することが決まり、日本デーの開催につながった。
毎年100万人規模の集客があるとされ（主催者発表による来場者数では、2008年は150万人、2010年は70万人）、日本関連のイベントとしてはフランス・パリのJapan Expoの17万人を大きく上回ることになる。
日本食（寿司、たこやき、やきそば等）の屋台が立ち並び、折り紙・書道など日本の伝統文化の紹介や、柔道、剣道など武道の演武、アニメ・マンガ・J-popなど最新のポップカルチャーまで様々な日本文化が紹介される。祭りのフィナーレには、欧州で唯一日本人花火師が打ち上げる花火が夜空を彩り、ドイツ国内を始め近隣諸国からも観光客が訪れるという。花火制作と打ち上げは北陸火工が請け負っている。
また、当日の花火の様子は西ドイツ放送にて生放送されている。
２０２４年に、来場者は６３万人。
2025年05月には初めて「日本週間」（Japan-Woche, ヤーパンヴォッヘ）が開催される。２０２５年に雨ので、来場者は３８万人。

## 画像

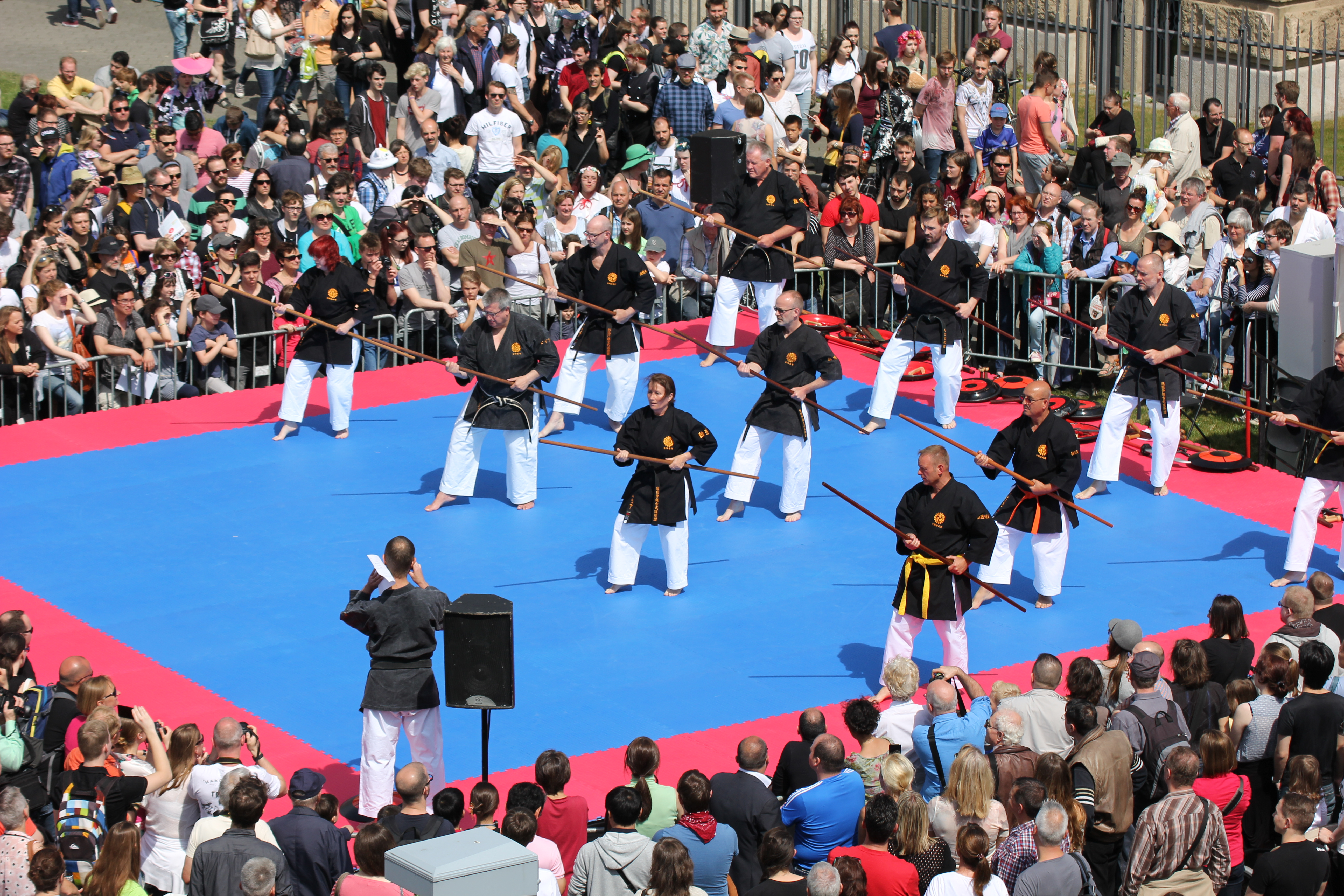
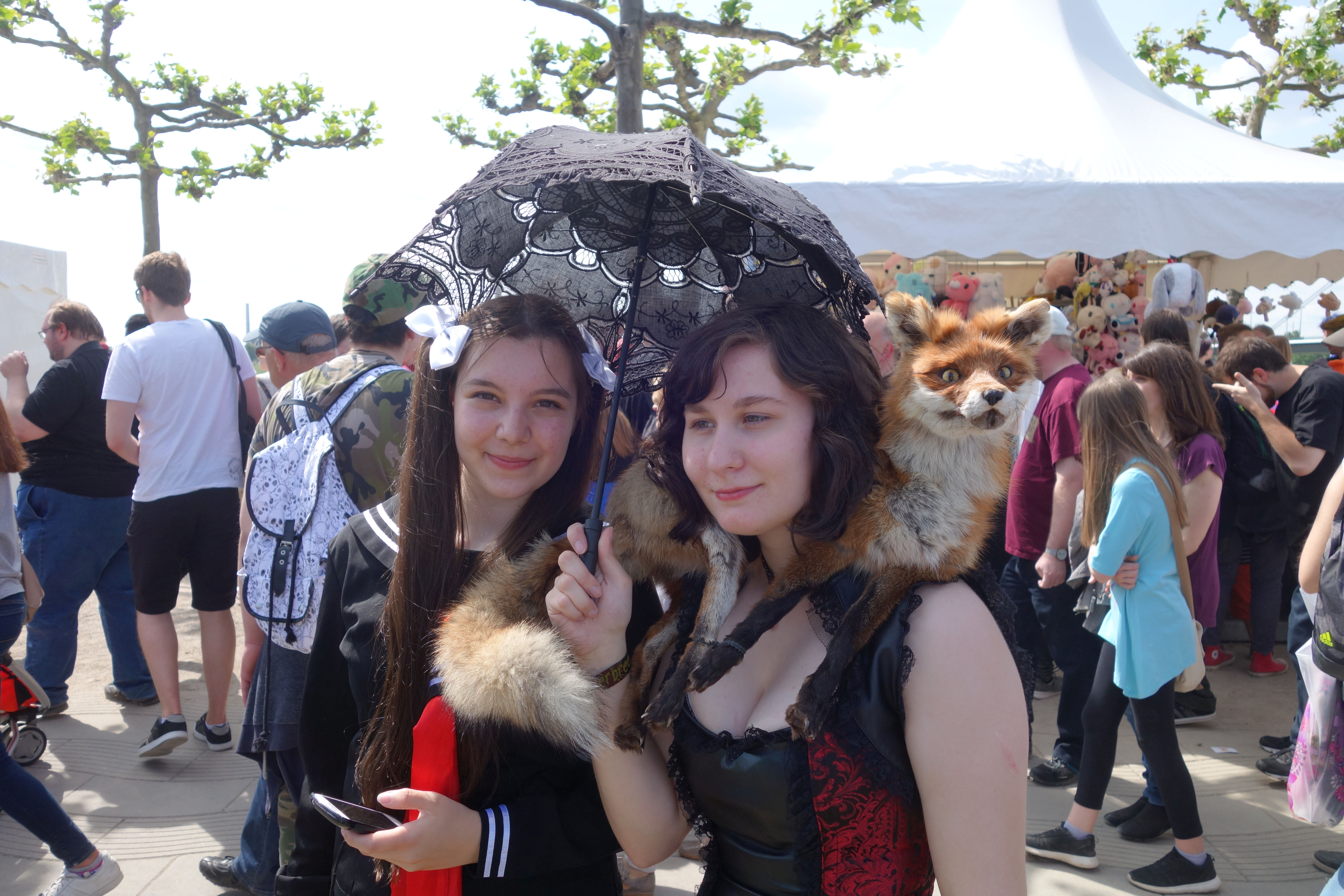
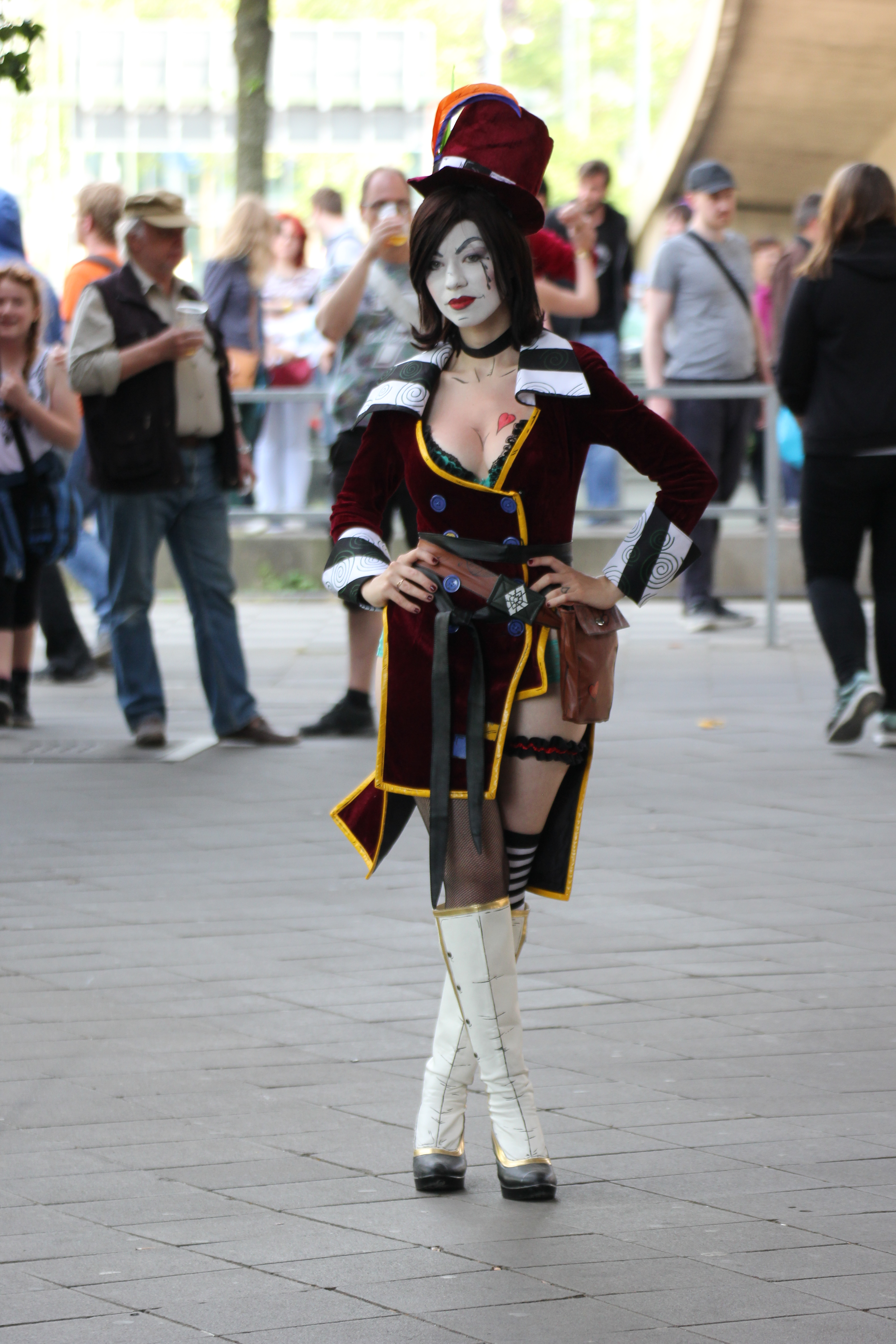
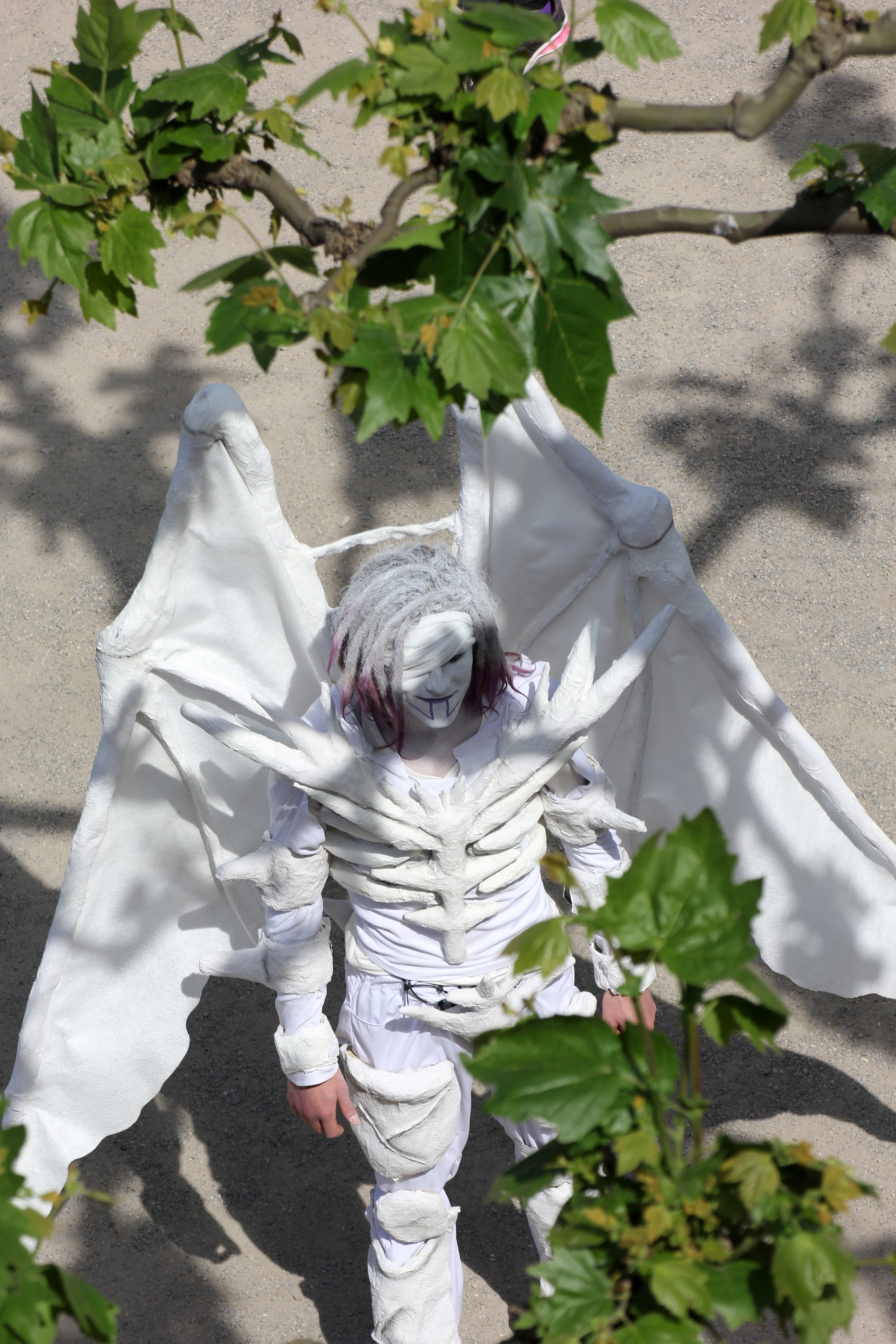
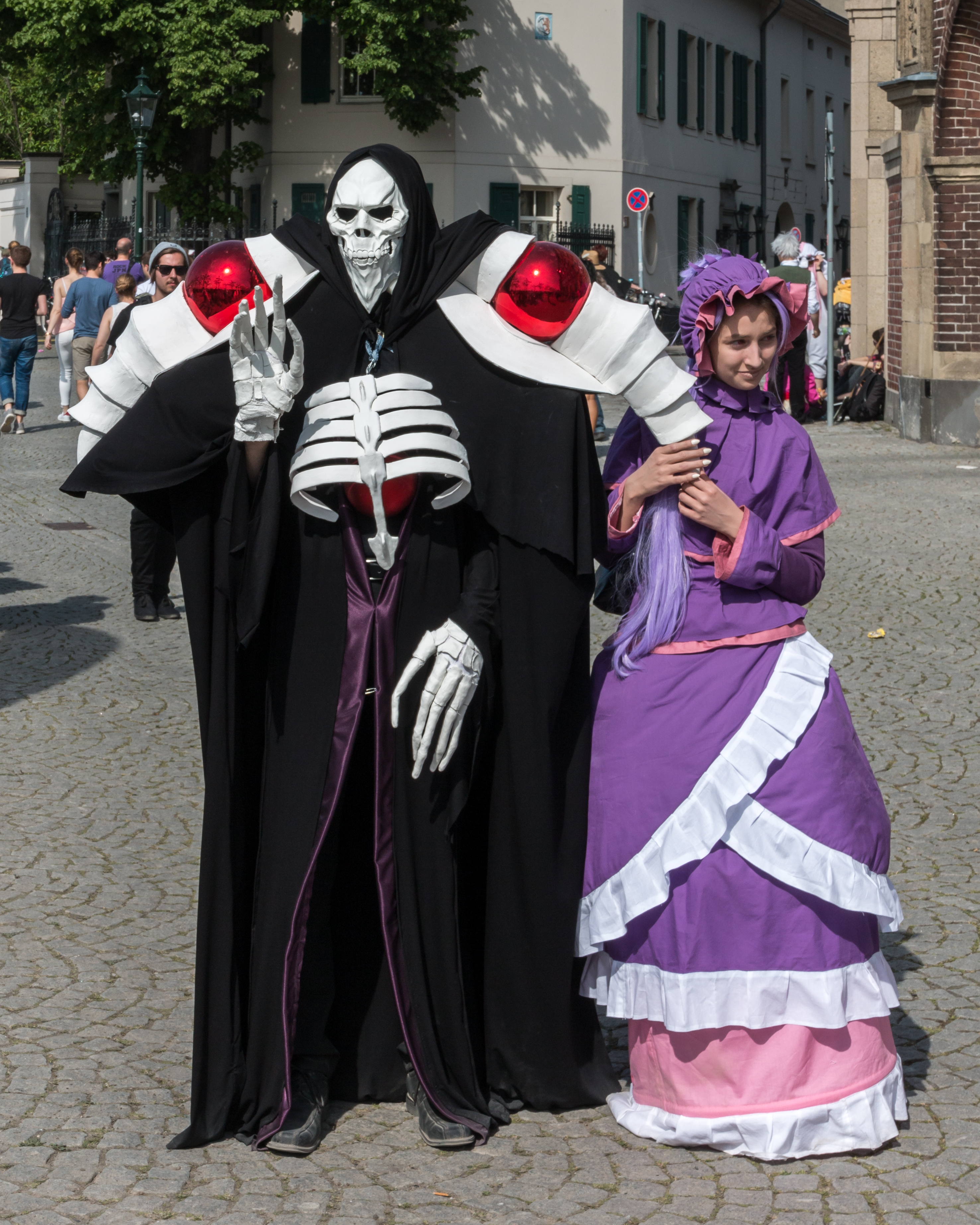
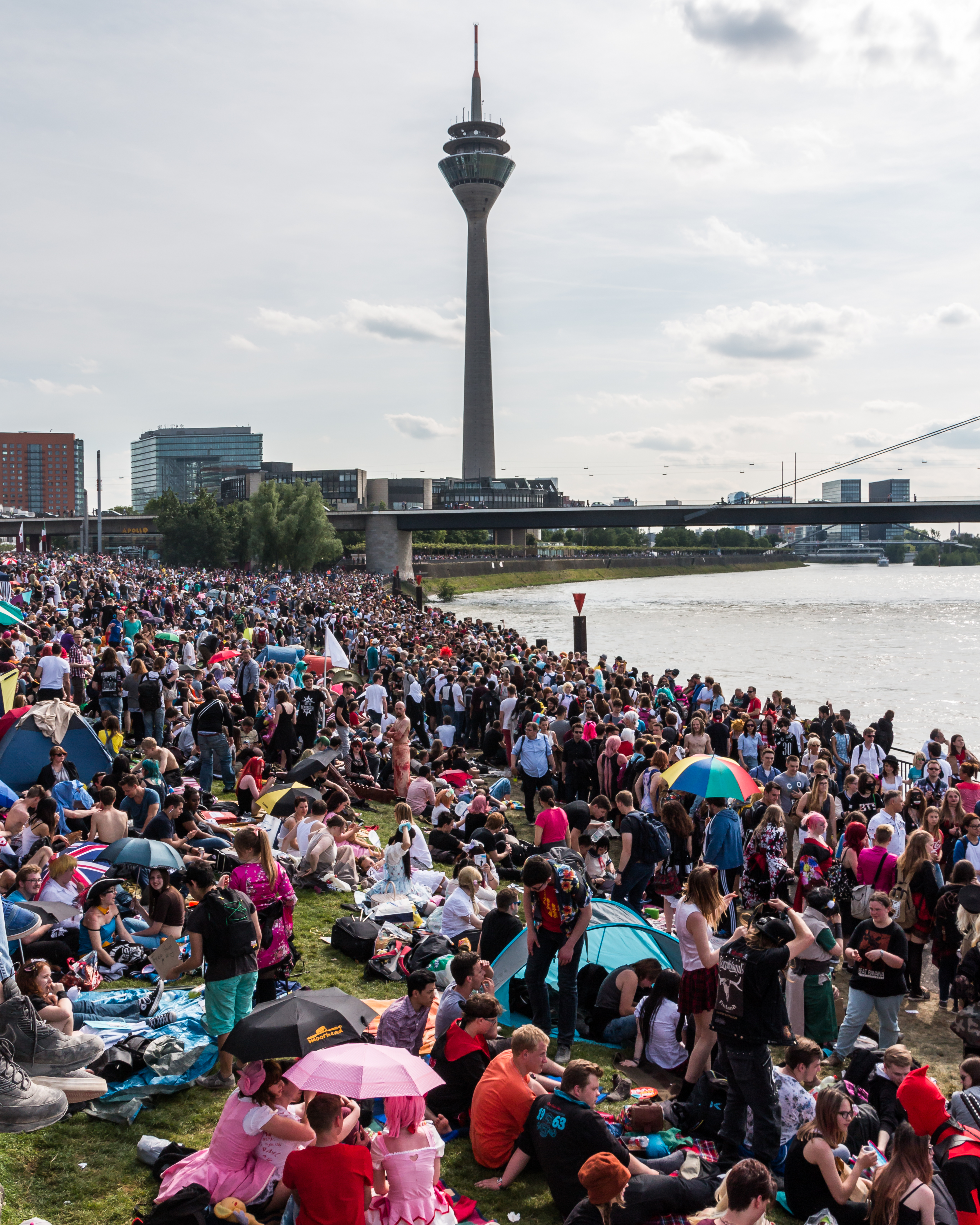
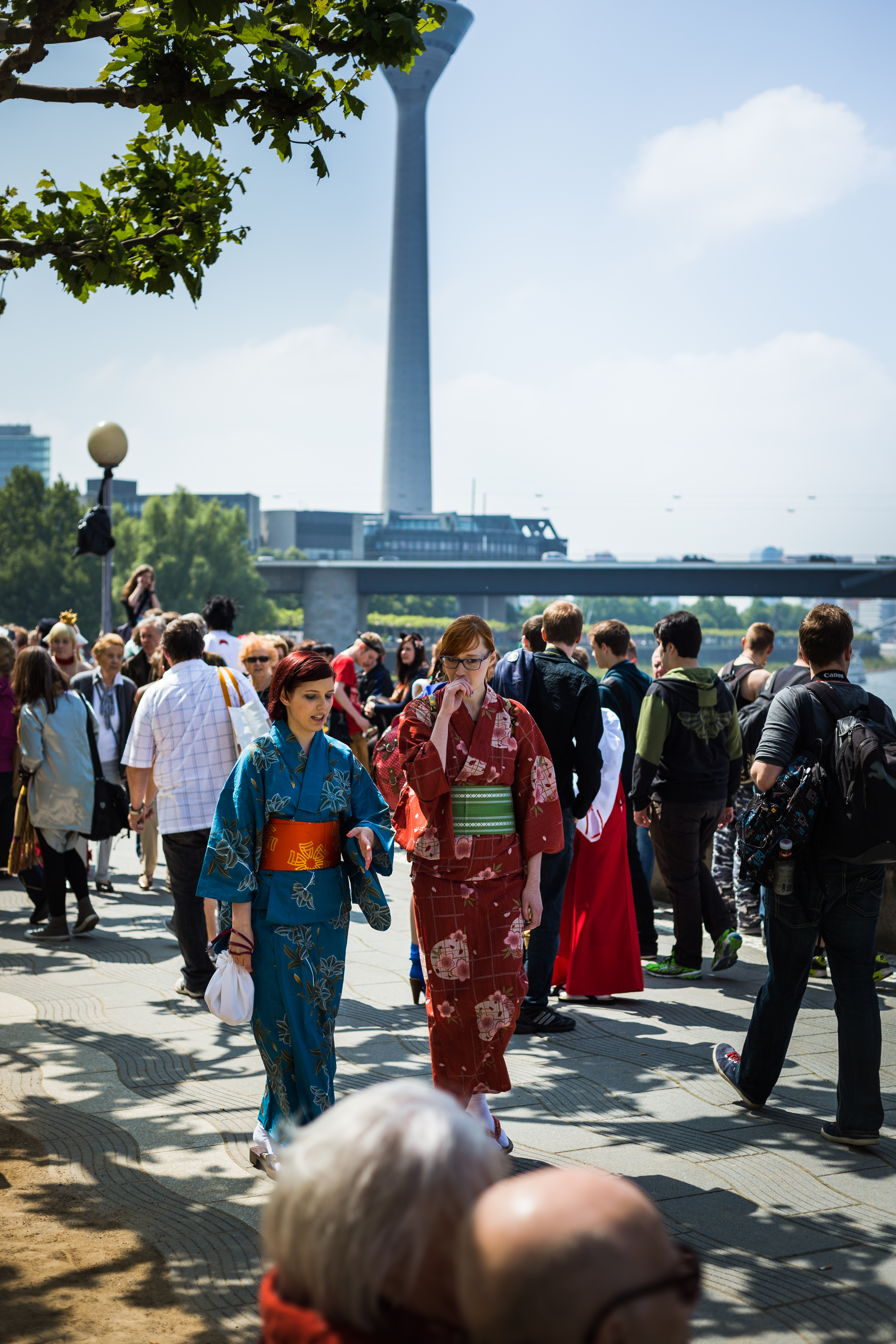
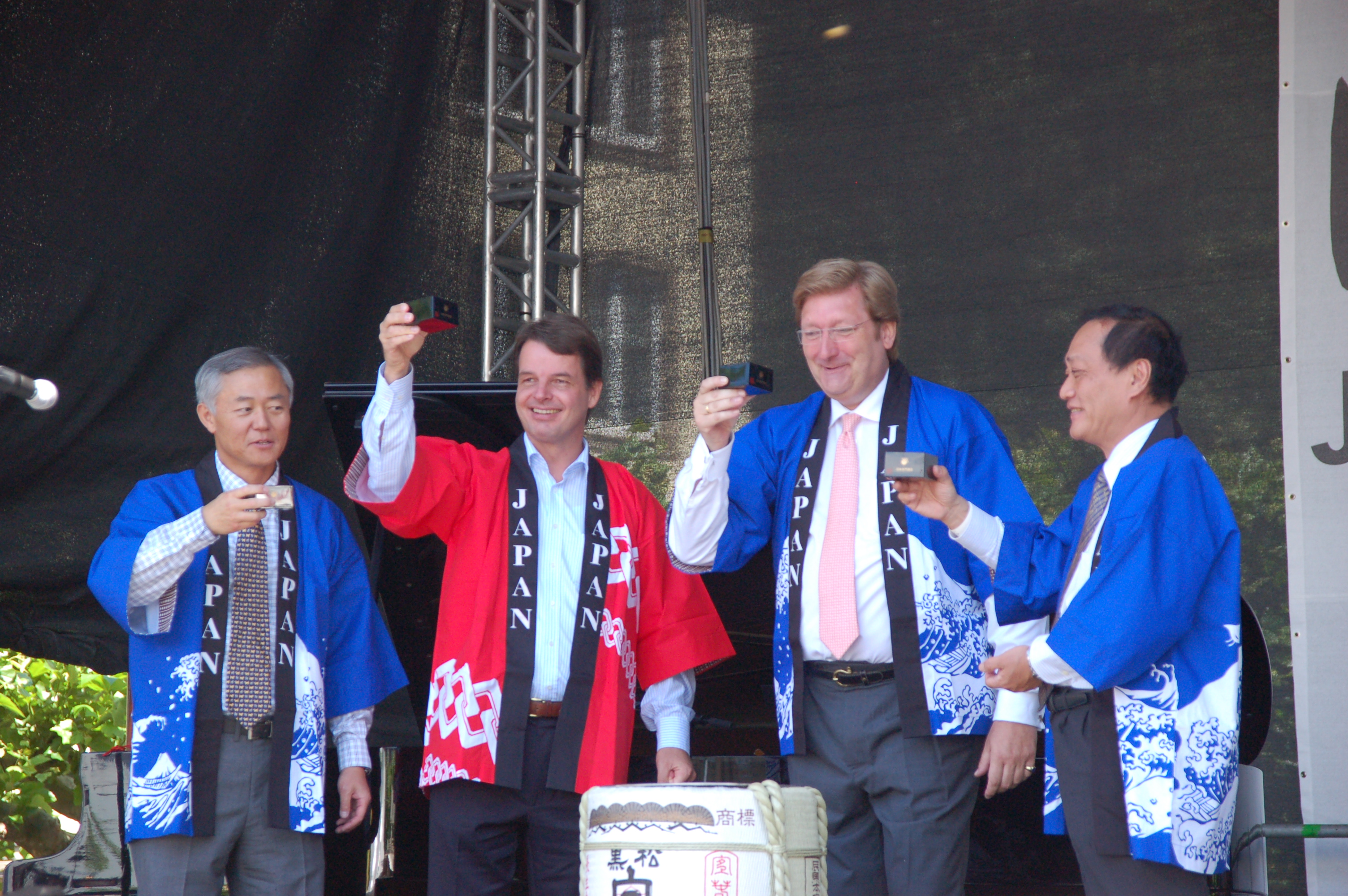
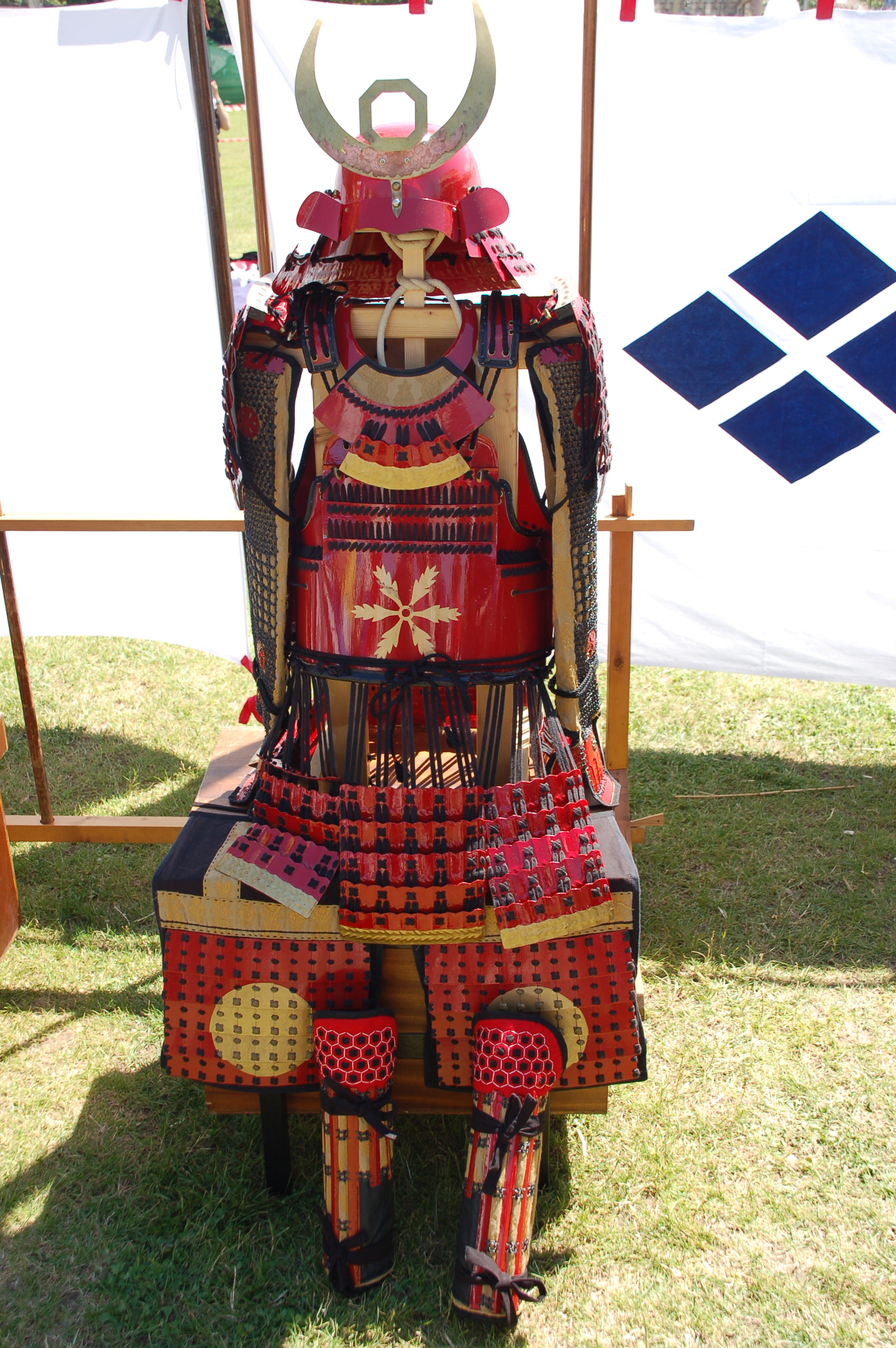
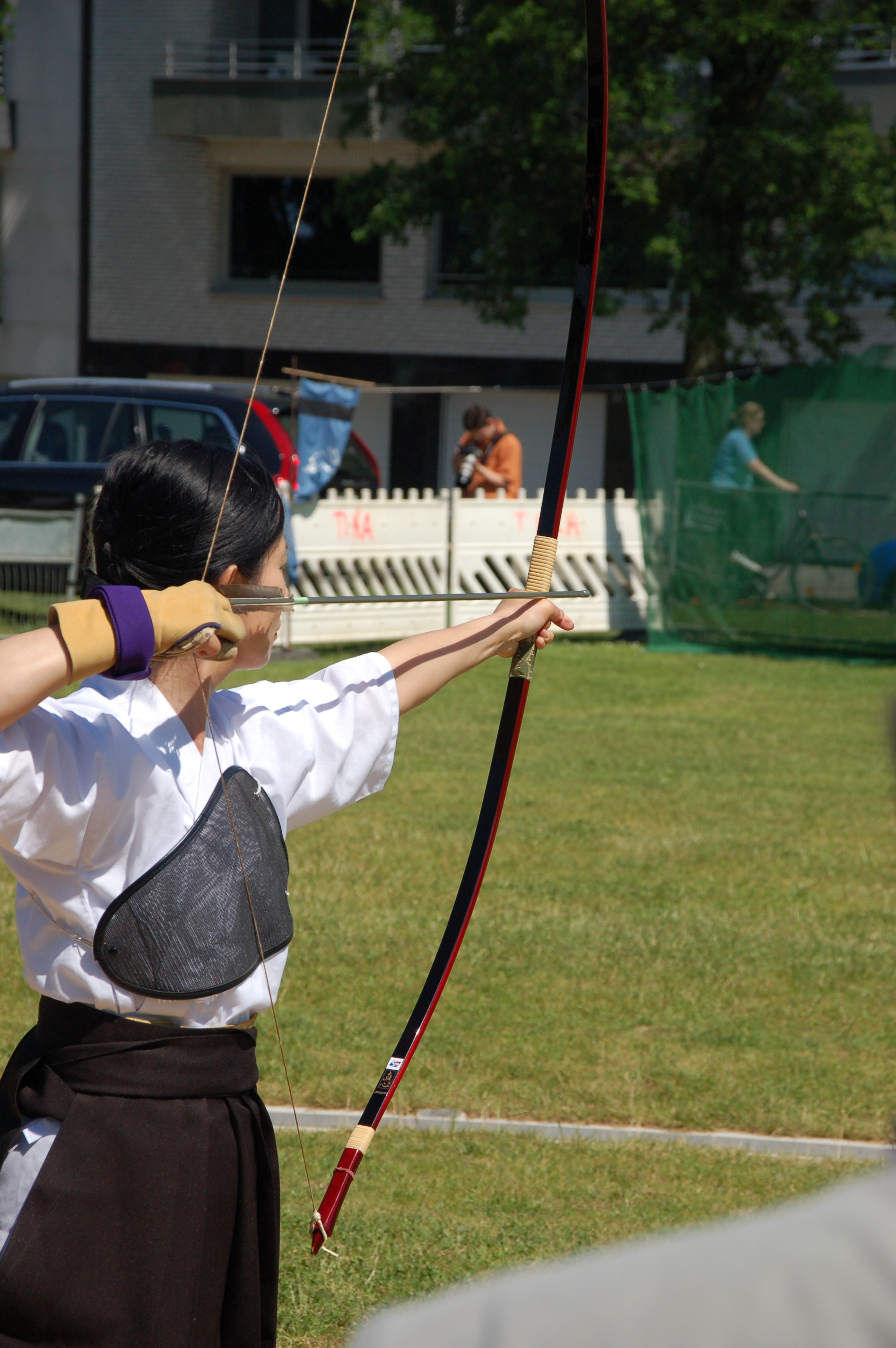

## 開催概要
| 回数   | 開催日                | 日本からの主な招待客                                                                   |
| ------ | --------------------- | -------------------------------------------------------------------------------------- |
| 第1回  | 2002年                |                                                                                        |
| 第2回  | 2003年                |                                                                                        |
| 第3回  | 2004年                |                                                                                        |
| 第4回  | 2005年                |                                                                                        |
| 第5回  | 2006年                |                                                                                        |
| 第6回  | 2007年                |                                                                                        |
| 第7回  | 2008年6月14日         |                                                                                        |
| 第8回  | 2009年6月13日         | レナード衛藤（和太鼓）、Aoi、Jelly Beans                                               |
| 第9回  | 2010年5月29日         | 大原保人（ジャズピアノ）、アガシオ（上妻宏光の三味線と塩谷哲のピアノ）、Jelly Beans    |
| 第10回 | 2011年10月15日        | 桃井はるこ、ミュージック＆リズムス（和太鼓、竹笛、サクソフォーン、パーカッション、歌） |
| 第11回 | 2012年6月2日          | 大原保人                                                                               |
| 第12回 | 2013年5月25日         |                                                                                        |
| 第13回 | 2014年5月17日         |                                                                                        |
| 第14回 | 2015年5月30日         |                                                                                        |
| 第15回 | 2016年5月21日         |                                                                                        |
| 第16回 | 2017年5月20日         | AKARA                                                                                  |
| 第17回 | 2018年5月26日         | SAMURAI J BAND（サムライ・ジェイ・バンド）と佐藤 理加（ゲスト）                        |
| 第18回 | 2019年5月25日         | 黒船                                                                                   |
|        | 2020年5月16日（予定） |                                                                                        |
|        | 2021年5月29日（予定） |                                                                                        |
| 第19回 | 2022年5月21日         | チャラン・ポ・ランタンとカンカンバルカン                                               |
| 第20回 | 2023年5月13日         | 中村佳穂、ミニケストラ                                                                 |
| 第21回 | 2024年6月1日          | NILO、ヒグチアイ、 SAMURAI APARTMENT（サムライアパートメント）                         |
| 第22回 | 2025年5月24日         | NILO、ЯeaL                                                                             |

## 関連事項
- デュッセルドルフの日本人コミュニティ
- 同人誌即売会
- コミックマーケット
- Connichi（ドイツ・カッセル市内で開かれるイベント）
- HYPER JAPAN（イギリス・ロンドン）で開催されるイベント）
- Japan Expo（パリ郊外で開かれるイベント）
- Japan Expo Sud　(フランス・マルセイユで開かれるイベント)
- Japan Expo Centre　(フランス・オルレアンで開かれるイベント)
- コスプレ